# Tullió
A Tullió latin eredetű férfinév, a bizonytalan eredetű és jelentésű Tullius nemzetségnévből ered, olasz közvetítéssel. Női párja: Tullia.

## Gyakorisága
Az 1990-es években szórványos név, a 2000-es években nem szerepel a 100 leggyakoribb férfinév között.

## Névnapok
- augusztus 11.[2]
- november 30.[2]